# Hadúr (keresztnév)
A Hadúr kitalált férfinév, melyet a 19. században a nemzeti mitológia megteremtésére tett kísérletek során alkottak meg a régi magyar pogány hadisten neve után. Megalkotói szerint a jelentése védő isten.

## Gyakorisága
Az 1990-es években szórványos név, a 2000-es években nem szerepel a 100 leggyakoribb férfinév között.

## Névnapok
ajánlott névnap:
- július 3.[2]